# إل تشابو
خواكين غوزمان لويرا ومعروف باسم إل تشابو (بالإسبانية: Joaquín Guzmán Loera) ولد في (4 أبريل 1957) هو تاجر مخدرات مكسيكي والرئيس السابق لكارتل سينالوا، وهي منظمة إجرامية سُميت على اسم ولاية سينالوا الساحلية التي نشأ فيها. أصبح إل تشابو أكبر تاجر مخدرات في المكسيك عام 2003 بعد أعتقال مُنافسهِ أصيل كارديناس من كارتل الخليج. كان يُعتبر «أقوى مهربي المخدرات في العالم» من قبل وزارة الخزانة الأمريكية.
صُنِفت مجلة فوربس من عام 2009 وحتى عام2011 إل تشابو واحداً من أقوى الأشخاص في العالم، حيث أحتل ترتيب 41 و 60 و 55 على التوالي. وكان بذلك ثاني أقوى رجل في المكسيك بعد كارلوس سليم. تصفهُ المجلة بأنهُ «أكبر تاجر مخدرات على الإطلاق». وتعتبرهِ الحكومة الفيدرالية الأمريكية «أكثر الناس قسوة وخطورة على الكوكب» وقدرت إدارة مكافحة المخدرات (DEA) أنهُ يقابل بابلو إسكوبار من ناحية النفوذ والامتداد وتعتبرهُ «عراب عالم المخدرات». في عام 2013 أسمتهُ لجنة شيكاغو الإجرامية «عدو الشعب رقم واحد» بسبب تأثير شبكته الإجرامية في مدينة شيكاغو (دون دليل واضح على أنهُ كان في تلك المدينة). آخر شخص تلقى مثل هذه الشهرة كان آل كابوني في عام 1930.
تقوم سينالوا كارتل التابعة لإل تشابو بنقل شحنات الكوكايين متعددة الأطنان من كولومبيا عبر المكسيك إلى الولايات المتحدة، أكبر مستهلك في العالم، ولديها خلايا توزيع في جميع أنحاء الولايات المتحدة. وقد شاركت المنظمة في إنتاج وتهريب وتوزيع الميثامفيتامين المكسيكي والماريجوانا والإكستاسي والهيروين في جميع أنحاء أمريكا وأوروبا. بحلول وقت اعتقاله في عام 2014، كان إل تشابو قد صدر إلى الولايات المتحدة مخدرات أكثر من أي تاجر آخر، بما في ذلك أكثر من 500 طن من الكوكايين في الولايات المتحدة وحدها.
قُبض على إل تشابو لأول مرة في عام 1993 في غواتيمالا، ثم سُلِّم وحكُـم عليه بالسجن لمدة 20 عامًا في المكسيك بتهمة القتل والإتجار بالمخدرات. وقام برشوة حراس السجن والهروب من سجن فيدرالي مشدد الحراسة في عام 2001. وكان مطلوبًا من حكومات المكسيك والولايات المتحدة ومن الأنتربول. عرضت الولايات المتحدة مكافأة قدرها 5 ملايين دولار مقابل معلومات تؤدي إلى اعتقاله، وقدمت الحكومة المكسيكية مكافأة قدرها 60 مليون بيزو (حوالي 3.8 مليون دولار). تم اعتقاله مرة ثانية في المكسيك في 22 فبراير 2014 وعُـثِر عليه داخل شقة سكنية في الطابق الرابع في مازاتلان، سينالوا، وتم القبض عليه دون إطلاق أي رصاصة. هرب إل تشابو مرة أخرى في يوليو 2015 من خلال نفق بطول 1.5 كيلومتر تحت السجن مؤدي إلى موقع بناء. تم إعادة القبض عليه من قبل مشاة البحرية المكسيكية والشرطة الاتحادية بعد تبادل لإطلاق النار في 8 يناير 2016. تم تسليمه إلى الولايات المتحدة في 19 يناير 2017 لمواجهة تهم جنائية تتعلق بقيادته لكارتال سينالوا.

## عن حياته

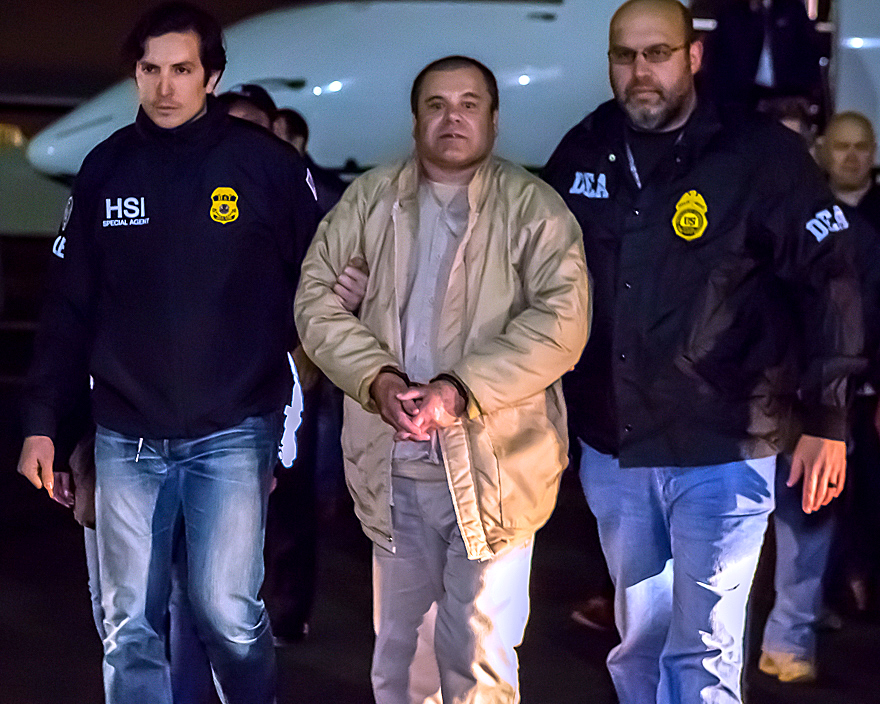
إل تشابو في حجز الولايات المتحدة بعد تسليمه من المكسيك

ولد غوزمان لعائلة فقيرة في مزرعة «لا تونة» بالقرب من درغتو، سينالوا. وكان يبيع البرتقال عندما كان طفلا، لديه أختان أرميدة وبرناردة عدا ذلك يملك ال تشابو أربعة إخوة: ميغل انجل، أورليانو، أرتورو، أميليو. حياته مليئة بالغموض إذ لا تتوفر الكثير من المعلومات عن السنوات الأولى لحياة غوزمان، يشاع أن والده كان مربي ماشية. وهو تعرف على رؤساء تجارة المخدرات في سينالوا من خلال بيدرو أفيليس بيريز لاعب رئيسي في تجارة المخدرات في سينالوا وكان غوزمان في العشرينات من عمره حينها، وكان أفيليس فرصة لغوزمان أن يبدأ في تجارة المخدرات وجمع ثروته. وفي السنوات الأخيرة من 1970 هيكتور سالازار أعطى غوزمان مهمته الكبيرة الأولى وهي عبارة عن نقل المخدرات من السييرا إلى المدن المكسيكية وحدود البلد إضافة لإشرافه على الشحنات آنذاك. وفي عام 1980 عرض لميغيل أنخيل فيليكس غالاردو على غوزمان مهمة تنسيق رحلات الطائرات، والشاحنات القادمة من كولومبيا إلى المكسيك. وبعد القبض على فيليكس جالاردو أصبح غوزمان مسيطر على كارتل سينالوا. غوزمان كان مطلوب من قبل حكومات المكسيك والولايات المتحدة ومنظمة الشرطة الجنائية الدولية.

## الاعتقال الأول والهروب
تم القبض على غوزمان في غواتيمالا في 9 حزيران 1993 وتم تسليمه إلى المكسيك وحكم عليه بالسجن لمدة عشرين عاما وتسعة أشهر لتهريب المخدرات، وتهم الرشوة، تم سجنه في سجن «لا بالما» (الآن الاتحادية مركز إعادة التأهيل الاجتماعي رقم (1) أو ألتيبلانو)، بعد إدانته في ثلاث جرائم هي: حيازة الأسلحة النارية والإتجار بالمخدرات وقتل الكاردينال خوان خيسوس بوساداس أوكامبو وحكم عليه بالسجن في سجن اتحادي يقع على مشارف الدولة المكسيكية الملية دي خواريز.
هرب غوزمان من السجن في 19 يناير 2001 بعدما دفع للعديد من الحراس لمساعدته في الهروب، ومنذ هروبه من السجن أراد غوزمان تولي معبر سيوداد خواريز، الذي كان تحت سيطرة كاريو فوينتيس من كارتل خواريز وفي 11 سبتمبر 2004 كارتل سينالوا قتل رئيس كارتل خواريز رودولفو كاريو فوينتيس. ومنذ الحادث مدينة خواريز وجدت نفسها على خط المواجهة في حرب المخدرات في أنحاء البلاد.

## الاعتقال الثاني والهروب
كان هروبه الأول في عام 2001 بعد اختبائه في عربة نقل الملابس. واستطاعت القوات الخاصة إلقاء القبض عليه في فبراير 2004 في مزاتان في ولاية سينالوا الساحلية، فر إل تشابو من سجن يخضع لحراسة مشددة خارج مدينة مكسيكو للمرة الثانية خلال 14 عاما، وفق ما أعلنت الحكومة الأحد. وظهر إل تشابو للمرة الأخيرة على كاميرات المراقبة أثناء الاستحمام في سجن التيبلانو، 90 كيلومتر غرب العاصمة، مساء السبت قبل أن يختفي، وفق مفوضية الأمن القومي.
وأطلق الإنذار بعد اختفائه بفترة وتم التأكد من فراره، بحسب ما جاء في بيان المفوضية. وتابع أنه «تم إطلاق عملية لتحديد مكانه في المنطقة وفي طرقات الولايات القريبة»، مشيرا إلى أنه تم تعليق الرحلات في مطار تولوكا القريب.

## الاعتقال الثالث 2016

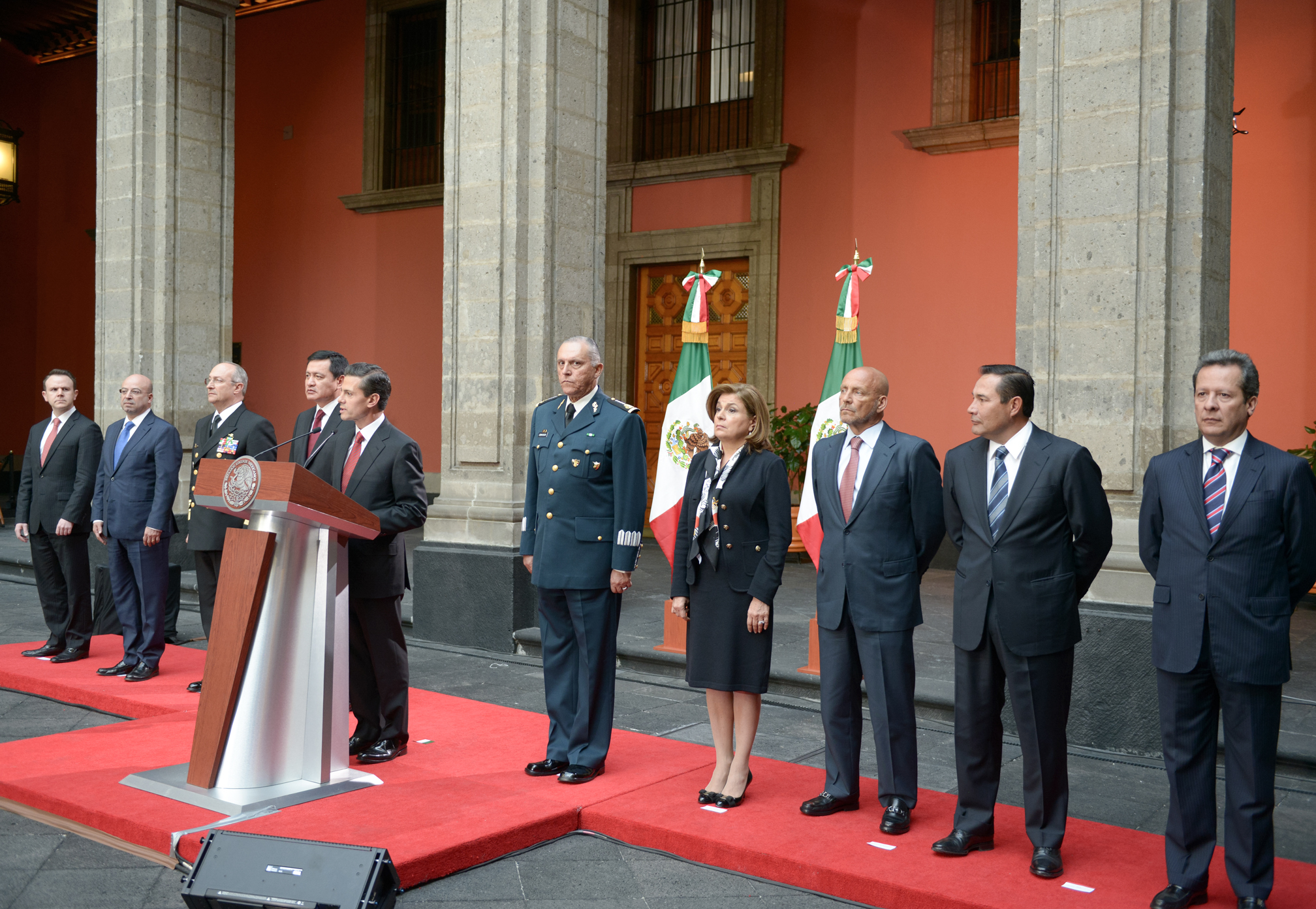
الرئيس إنريكه بينيا نييتو يرافقه أعضاء مجلس الوزراء في مؤتمر صحفي في القصر الوطني يعلن فيه القبض على غوزمان في 8 يناير 2016

أعلن الرئيس المكسيكي إنريكه بينيا نييتو يوم الجمعة 8 يناير 2016 أن السلطات اعتقلت خواكين غوزمان زعيم عصابة سينالوا الشهيرة في لوس موتشيس التابعة لولاية سينالوا التي ينحدر منها شمالي غرب المكسيك بعد ستة أشهر من هروبه المثير من سجن شديد الحراسة عبر نفق امتد لأكثر من ميل، واعتقل غوزمان للمرة الأولى في فبراير شباط 2014.
وقالت الحكومة المكسيكية إن أكبر أباطرة تجارة المخدرات في العالم فر من مداهمة جرت الجمعة عبر أنبوب للصرف الصحي ولكنه ضُبط أثناء محاولته الفرار في سيارة، ونُقل غوزمان في طائرة هليكوبتر تابعة لقوات مشاة البحرية إلى نفس السجن الذي فر منه سابقا.
وكتب الرئيس المكسيكي بينا نييتو عبر حسابه على موقع التواصل الاجتماعي «تويتر»: «تمت المهمة قبضنا عليه.. أريد أن أبلغ جميع المكسيكيين باعتقال خواكين غوزمان لويرا».

## اعتقال ابنائه
اُعتقل أبناء ال تشابو «غواكين غوزمان» أثناء دوريه تم إطلاق النار عليها، فأندلعت حرب في شوارع كولياكان بين العصابات وأدى ذلك لمقتل المدنيين، وتم إطلاق سراح أبناء «غواكين غوزمان» بسبب الضحايا الأبرياء.

### اعتقال أوفيديو غوزمان في المكسيك حديثًا
اعتقلت قوات الأمن المكسيكية أوفيديو غوزمان، نجل تاجر المخدرات المكسيكي إل تشابو، في عملية عسكرية فجر يوم الخميس الخامس من يناير 2023، ما أدى إلى اندلاع اشتباكات بالأسلحة النارية بين أتباعه والقوات الحكومية.
وقال وزير الدفاع المكسيكي، لويس كريسنسيو ساندوفال، في مؤتمر صحفي، إنّ قوات الأمن ألقت القبض على أوفيديو، العضو البارز في منظمة تهريب المخدرات (كارتل سينالوا). مضيفًا أنّ 19 شخصًا يُشتبه أنهم من أفراد العصابة وعشرة من عناصر الأمن، لقوا حتفهم خلال الأحداث المحيطة باعتقال أوفيديو.

## كارتل سينالوا
هرب كارتل سينالوا شحنات كوكايين متعددة من كولومبيا بواسطة المكسيك إلى الولايات المتحدة وعنده توزيع الخلايا في جميع أنحاء الولايات المتحدة. وقد شاركت المنظمة في تهريب وإنتاج وتوزيع الميثامفيتامين المكسيكية، الماريجوانا، والهيروين. قدمت الحكومة الأمريكية مكافأة قدرها خمسة ملايين دولار أمريكي وقدمت الحكومة المكسيكية كذلك مبلغ ثلاثين مليون بيزو للحصول على معلومات تؤدي إلى إلقاء القبض عليه وبتاريخ 8 يناير 2016 ألقت قوات البحرية المكسيكية القبض على غوزمان بعد معركة نارية، لتصبح تلك المرة الثالثة التي يلقى القبض عليه فيها.  

## روابط خارجية
- خواكين غوزمان لويرا على موقع IMDb (الإنجليزية)
- خواكين غوزمان لويرا على موقع الموسوعة البريطانية (الإنجليزية)